# IC 4039
IC 4039 — галактика типу C (компактна галактика) у сузір'ї Волосся Вероніки.
Цей об'єкт міститься в оригінальній редакції індексного каталогу.